# Железничка станица Фукагава
Железничка станица Фукагава (深川駅 Fukagawa-eki) је железничка станица у Јапану у граду Фукагава, Хокаидо на линији Румој, оператера Хокаидо железница.

## Линија
- Хокаидо железница
  - ■Главна линија Хокодате
  - ■ Главна линија Румој

## Линије
Железничка станица Фукагава је на Главној линији Хокодате, и почетна је станица линије Румој на 50,1 км од последње станице Румој.

## Опис станице
Станица има три перона, два паралелна и један острвски перон који опслужују четири колосека.

### Перони
| 1 | ■ Главна линија Хокодате | за Такикава, Ивамизава и Сапоро  |  |
| 3 | ■ Главна линија Хокодате | за Асахикава, Абашири, и Ваканај |  |
| 4 | ■ Главна линија Хокодате | за Асахикава (локални сервис)    |  |
| 4 | ■ Главна линија Румој    | за Румој                         |  |
| 6 | ■ Главна линија Румој    | за Румој                         |  |

## Суседне станице
| «                      | «                      | Сервис                 | »                      | »                      |
| Главна линија Хокодате | Главна линија Хокодате | Главна линија Хокодате | Главна линија Хокодате | Главна линија Хокодате |
| ---------------------- | ---------------------- | ---------------------- | ---------------------- | ---------------------- |
| Мосеуши                | Мосеуши                | локал                  | Осамунај               | Осамунај               |
| Главна линија Румој    |                        |                        |                        |                        |
| Свршетак               | Свршетак               | локал                  | Кита-Ичијан            | Кита-Ичијан            |

## Историја
Станица је отворена 16. јула 1898. године Са приватизацијом 1. априла 1987. године од стране Јапанске националне железнице (JNR), станица је под контролом Хокаидо железница.

## Околина
- Национални пут 233